# Europejskie Igrzyska Halowe w Lekkoatletyce 1966 – bieg na 800 m kobiet
Bieg na 800 metrów kobiet – jedna z konkurencji biegowych rozgrywanych podczas lekkoatletycznych europejskich igrzysk halowych w hali Westfalenhalle w Dortmundzie. Został rozegrany (jak zresztą całe igrzyska) 27 marca 1966. Zwyciężyła reprezentantka Węgier Zsuzsa Szabó-Nagy.

## Rezultaty

### Finał
Rozegrano od razu bieg finałowy, w którym wzięło udział 6 biegaczek.

Opracowano na podstawie materiału źródłowego.
| Miejsce | Zawodniczka       | Czas   |
| ------- | ----------------- | ------ |
| 1       | Zsuzsa Szabó-Nagy | 2:07,9 |
| 2       | Karin Kessler     | 2:10,8 |
| 3       | Marie Ingrová     | 2:11,6 |
| 4       | Anni Pede         | 2:12,9 |
| 5       | Jette Andersen    | 2:13,8 |
| 6       | Ursula Brodbeck   | 2:17,4 |